# U-364
U-364 — средняя немецкая подводная лодка типа VIIC времён Второй мировой войны.

## История
Заказ на постройку субмарины был отдан 20 января 1941 года. Лодка была заложена 12 февраля 1942 года на верфи «Фленсбургер Шиффсбау», Фленсбург, под строительным номером 483, спущена на воду 21 января 1943 года. Лодка вошла в строй 3 мая 1943 года под командованием оберлейтенанта Пауля-Генриха Сасса.

### Командиры
- 3 мая 1943 года — 29 января 1944 года оберлейтенант цур зее Пауль-Генрих Сасс.

### Флотилии
- 3 мая 1943 года — 31 октября 1943 года — 5-я флотилия (учебная)
- 1 ноября 1943 года — 29 января 1944 года — 7-я флотилия

### История службы
Лодка совершила 2 боевых похода, успехов не достигла. Потоплена 29 января 1944 года глубинными бомбами с британского самолёта типа «Галифакс» в Бискайском заливе в районе с координатами 45°33′ с. ш. 05°55′ з. д.. 49 погибших (весь экипаж).
В последний раз U-364 выходила на связь 29 января 1944 года, доложив о планируемом прибытии в Сен-Назер к 31 января.
Пропала без вести в Бискайском заливе в конце января 1944 года. Причина гибели неизвестна.
До сентября 2003 года историки считали, что лодка была потоплена 30 января 1944 года в Бискайском заливе к западу от Бордо, Франция, в районе с координатами 45°25′ с. ш. 05°15′ з. д. глубинными бомбами с британского самолёта типа «Веллингтон». На самом деле, это была атака против U-608, которая избежала повреждений, сбив самолёт до того, как он успел сбросить бомбы.